# Samuel Ehrenreich von Werther
Samuel Ehrenreich von Werther (auch Werthe oder Werthen) (geb. um 1695; gest. 5. April 1762) war ein preußischer Capitain, Landrat und Landesdirektor.

## Leben und Herkunft
Samuel Ehrenreich von Werther trat im Jahr 1708 in das Preußische Heer ein und stieg dort im Regiment von der Marwitz bis zum Rang eines Capitains auf. Nach 24 Jahren Dienstzeit wurde er vom Militär verabschiedet. Am 3. Dezember 1732 wurde er zum Landrat des Kreises Königsberg in der Neumark ernannt. Da er keinen Wohnsitz im Kreis hatte, wählte die Ritterschaft einen anderen Bewerber. Letztlich wurde er mittels Kabinettsorder als Landrat installiert, so dass er die Amtsgeschäfte aufnehmen konnte. Das Amt des Landrats übte er bis 1762 aus, Nachfolger wurde Jakob Ludwig von Grape. Die Position als Landesdirektor, die er zuletzt noch innehatte, ging an den Landrat des Kreises Züllichau-Schwiebus Heinrich Adolph von Sack.

## Persönliches
Samuel Ehrenreich von Werther saß auf Kuhdamm im Kreis Königsberg und war seit 1740 mit Dorothea Elisabet (* 1716), geb. von Flanß, verheiratet.